# Газопроводи між Норвегією та Німеччиною
У 1970-х роках в Норвегії приступили до розробки відкритих у Північному морі великих запасів газу. Перший видобуток припав на 1977 рік, коли виробили менше за 3 млрд м³, а вже у 1980-му він зріс в кілька разів та перевищив 25 млрд м³. Практично весь цей обсяг призначався для експорту, одним з головних маршрутів якого стала Німеччина.

## Norpipe
Перший газопровід, споруджений для транспортування норвезького газу до Німеччини (і Західної Європи взагалі), отримав назву Norpipe та почав роботу в 1977 році. Він пройшов від офшорного нафтогазового родовища Екофіск (платформа Ekofisk 2/4 R) до узбережжя Нижньої Саксонії північніше Емдена. Трубопровідна система Екофіска обслуговувала також інші родовища — Valhall, Hod та Gyda, а з 1985-го мала зв'язок з офшорною системою трубопроводів Statpipe. 
У 1998 році відбулись серйозні зміни на вихідній точці трубопроводу, який був переключений на платформу Ekofisk 2/4 J, а система Statpipe обійшла Екофіск та була під'єднана напряму до Norpipe. Крім того, встановили додаткові платформи B11 та H7 із компресорними станціями, що підтримували потрібний тиск (станом на 2016 рік H7 виведена з експлуатації).
Довжина Norpipe складає 443 км, діаметр 900 мм, технічна потужність до 11,6 млрд.м3 на рік (можна зустріти й більш високий показник — до 15,6 млрд.м³ на рік).

## Europipe I
Рівень видобутку норвезького газу тримався стабільним до 1993 року, після чого почав стрімко зростати — на 85 % до 2000-го, більш ніж утричі до 2005-го. В комплексі з розробкою нових родовищ були підготовані і додаткові потужності для поставок в інші країни, зокрема у Німеччину.
В 1995 році ввели в експлуатацію Europipe I, який починається від офшорної платформи Draupner E (підключена як до системи Statpipe, так і до лінії Zeepipe IIB) та слідує до приймального терміналу в Дорнум (все те ж узбережжя Нижньої Саксонії північніше Емдена). Для проходу узбережжя із заповідними болотами проклали тунель довжиною 2,5 км, причому одразу на цій ділянці спорудили другий такий же об'єкт для майбутньої додаткової нитки.
Довжина Europipe I складає 620 км, діаметр 1000 мм, технічна потужність до 16,8 млрд м³ на рік. Введення його в експлуатацію припало на 1995 рік, що забезпечило необхідним ресурсом тільки що споруджені газопроводи MIDAL та NETRA.
Для спорудження Europipe I задіяли трубоукладальні судна "Castoro Sei", "Castoro 10", "Castoro 2" та "Bar 331".

## Europipe II
В 1999 році почав роботу газопровід Europipe II. На відміну від попередніх, він бере початок не з офшорної платформи, а від берегового газопереробного заводу в Kårstø. Він має довжину 658 км, діаметр 1050 мм та технічну потужність до 25,9 млрд м³ на рік. .
Спорудження Europipe II здійснили трубоукладальні судна "Castoro Sei", "Semac 1" та "Bar 331".